# Heptaxodontinae
Sous-famille
Les Heptaxodontinae forment une sous-famille éteinte de mammifères rongeurs de la famille des Heptaxodontidae.
Cette sous-famille est composée des genres suivants :
- † Amblyrhiza Cope, 1868
- † Elasmodontomys Anthony, 1916
- † Quemisia Miller, 1929